# Morel Rodríguez Ávila
Morel Rodríguez Ávila (Los Robles, Venezuela, 11 de septiembre de 1942) es un político y profesor venezolano, exgobernador del estado Nueva Esparta. Ha sido el gobernador venezolano con más tiempo ocupando el cargo, con más de 17 años en total, siendo electo en siete ocasiones: 1989, 1992, 1994, 2004, 2008 y 2021. En 1986, había sido previamente designado como gobernador por el entonces presidente Jaime Lusinchi, mientras que en 1989 se convirtió en el primer gobernador electo democráticamente en el estado. 
En noviembre de 2021, ganó la gobernación con el apoyo de la coalición Alianza Democrática e inscrito por el partido Fuerza Vecinal ante el CNE. Sin embargo, en las elecciones de 2025, seria derrotado por la Alcaldesa del Municipio Díaz, la oficialista Marisel Velásquez.

## Biografía
Oriundo de Los Robles, en la parroquia Aguirre de la isla de Margarita, en el estado Nueva Esparta, es hijo de Francisco Rodríguez y Melchora Ávila de Rodríguez. Hizo sus estudios primarios en la Escuela Víctor Modesto Cedeño. Se graduó de maestro en la Escuela Normal Miguel Suniaga de La Asunción. Está casado con la maestra Gloria Rojas Ferrer.

## Carrera política
Ejerció el Magisterio por algún tiempo y luego se consagró en la política en el partido Acción Democrática, del cual ha sido secretario juvenil, de organización y general. Ha desempeñado cargos representativos en el concejo municipal de Maneiro, además de ser Diputado y Presidente de la Asamblea Legislativa del estado Nueva Esparta, y Diputado al Congreso Nacional, durante el periodo legislativo 1984-1989, en representación de su Estado. 

### Gobernador del Estado Nueva Esparta
Fue designado por el presidente Jaime Lusinchi, gobernador de Nueva Esparta, en sustitución del Dr. Pablo Márquez. En las elecciones del 3 de diciembre de 1989, el pueblo neoespartano lo eligió nuevamente para la Primera Magistratura. Luego, el 24 de abril de 1994, hubo elecciones parciales en el estado, donde se ratificó a Morel Rodríguez hasta 1995. Al frente de la gobernación de Nueva Esparta realizó labores muy importantes para el desarrollo de la Región Insular. 
Después de varios años, en las elecciones regionales de 2004, volvería a la gobernación de Nueva Esparta, siendo elegido con 66.432 votos (51,32%), por el partido Acción Democrática, venciendo al candidato del Movimiento Quinta República (MVR), Alexis Navarro, quien alcanzó 56.350 votos (43,53%). 
|  | 51,32% |

|  | 43,53% |

|  | 05,13% |

Luego, seria reelecto en el cargo de gobernador, en las elecciones regionales de 2008, apoyado por Acción Democrática, con el 57,53% de los sufragios, frente a William Fariñas, candidato del PSUV, el cual obtuvo 81.756 votos (41,80%). 
|  | 57,53% |

|  | 41,80% |

|  | 0,65% |

En la elección regional del 16 de diciembre de 2012, se presentó como candidato único de la Mesa de la Unidad Democrática (MUD) para su reelección, pero perdió con 93.868 votos (45,72%), frente al candidato del Partido Socialista Unido de Venezuela (PSUV), Carlos Mata Figueroa, que obtuvo 110.982 votos, equivalentes al 54,06% del total registrado en la entidad. 
|  | 54,06% |

|  | 45,72% |

|  | 0,20% |

Posteriormente, en las elecciones del 21 de noviembre de 2021, Morel Rodríguez con el 42,48% de los votos, derrotaría al entonces ministro y diputado Dante Rivas, del Partido Socialista Unido de Venezuela, así como al gobernador Alfredo Díaz, de la Plataforma Unitaria; siendo apoyado por el partido Fuerza Vecinal y la Alianza Democrática. Asumió como primer mandatario regional el 3 de diciembre de 2021.
|  | 42,48% |

|  | 39,21% |

|  | 18,31% |

En las elecciones regionales de 2025, se postularía para la reelección, pero seria derrotado por la entonces alcaldesa del Municipio Díaz y candidata del PSUV, Marisel Velásquez, la cual obtuvo 81.322 votos, equivalentes al 55,33 % del total de sufragios; mientras que Morel Rodríguez, abanderado por el partido Fuerza Vecinal, obtendría 65.177 votos (44,34%).
|  | 55,33% |

|  | 44,34% |

|  | 0,33% |